# Schulze Pellengahr
Schulze Pellengahr ist ein westfälisches Geschlecht, ursprünglich vom ehemals fürstbischöflichen Schultenhofe Pellengahr im Kirchspiel Beckum (Kreis Warendorf) stammend.

## Geschichte
Die Familie übte über Jahrhunderte im Hochstift Münster das Schultenamt aus und knüpfte über eine geschickte Heiratspolitik zahlreiche verwandtschaftliche Bindungen zu den meisten großen landwirtschaftlichen Gütern des Münsterlandes.
Noch heute ist die sog. „weibliche Linie“ der Familie auf dem Schultenhofe Pellengahr in Beckum ansässig. Die „männliche Linie“ wurde durch Heirat des Johann Caspar Schulze Pellengahr mit der Anerbin des Gutes Steinhorst, Anna Sibylla Bernardina Freusberg gt. Schulte Steinhorst, am 9. Februar 1790 begründet. Die „männliche Linie“ besteht bis heute auf dem ehemals fürstbischöflichen Schultenhof Steinhorst im Kirchspiel Ascheberg fort. Heinrich Franz Julius Schulze Pellengahr (Ascheberg) wurde in Würdigung seiner Verdienste mit seiner Gemahlin und seinen bereits geborenen Kindern gegen Ende der Monarchie durch den preußischen König Wilhelm II. in den erblichen Freiherrenstand erhoben. Die Familie führt seitdem den vollständigen Namen „Schulze Pellengahr Freiherren von Freusberg-Steinhorst“.
Eine weitere namenstragende Linie gelangte 1928 durch Heirat auf den ehemals domkapitularischen Schultenhof Aldrup im Kirchspiel Greven, wo sie ebenfalls noch heute beheimatet ist.

## Persönlichkeiten
Zahlreiche Familienmitglieder waren bzw. sind politisch und berufsständisch in besonderem Maße engagiert. Unter ihnen sind insbesondere zu nennen:
- Franz Joseph Adolph Heinrich Schulze Pellengahr, Ascheberg, (1796–1829), Abgeordneter im Landtag der preußischen Provinz Westfalen
- Caspar Hubert Gustav Schulze Pellengahr, Ascheberg, Mitglied des Preußischen Abgeordnetenhauses
- Hubert Schulze Pellengahr, Ascheberg, Landrat des Kreises Lüdinghausen, MdB
- Richard Pellengahr, Bielefeld, Generalleutnant, Ritterkreuzträger und Divisionskommandeur
- Christian Schulze Pellengahr, Landrat des Kreises Coesfeld, Bürgermeister der Stadt Velen
- Karin Falkenberg Pellengahr Freifrau von Freusberg-Steinhorst